# Abrochia postica
Abrochia postica là một loài bướm đêm thuộc phân họ Arctiinae, họ Erebidae.